# Gumukmas
Gumukmas is een bestuurslaag in het regentschap Jember van de provincie Oost-Java, Indonesië. Gumukmas telt 13.404 inwoners (volkstelling 2010).